# Olios macroepigynus
Olios macroepigynus là một loài nhện trong họ Sparassidae.
Loài này thuộc chi Olios. Olios macroepigynus được Ilka Maria Fernandes Soares miêu tả năm 1944.